# Rychnov u Jablonce nad Nisou
Rychnov u Jablonce nad Nisou là một thị trấn thuộc huyện Jablonec nad Nisou, vùng Liberecký, Cộng hòa Séc.